# Фьюмичино
Фьюмичино (итал. Fiumicino — «речушка») —  итальянский город с 80 520 жителями. Город-спутник Рима, где размещается крупный международный аэропорт.
Четвёртый город в области по численности населения и пятый по площади. Стал независимой коммуной согласно закону № 25 от 6 марта 1992 года.
Население составляет 80 520 человека (31.05.2018), плотность населения составляет 376,46 чел./км². Занимает площадь 213 км². Почтовый индекс — 054. Телефонный код — 06.
Покровителем населённого пункта считается святой мученик Ипполит Римский (Sant’Ippolito), живший в конце II — начале III века н. э. Праздник в его честь ежегодно отмечается католиками 13 августа.

## Демография
Динамика населения: